# Zygina ordinaria
Zygina ordinaria är en insektsart som först beskrevs av Ribaut 1936.  Zygina ordinaria ingår i släktet Zygina och familjen dvärgstritar. Arten är reproducerande i Sverige. Inga underarter finns listade i Catalogue of Life.